# 青井政美
青井 政美（あおい まさみ、1907年〈明治40年〉12月22日 - 1991年〈平成3年〉1月29日）は、日本の農業協同組合指導者、実業家、政治家。参議院議員（1期）。

## 経歴
愛媛県越智郡、のちの今治市で生まれる。1927年（昭和2年）東洋商業学校（現東洋高等学校）を卒業。繊維関係の商業に従事した。
富田村農業会会長、愛媛県経済農業協同組合連合会会長を務める。1947年（昭和22年）愛媛県議会議員に選出され2期在任し、同副議長も務めた。愛媛県農協四連会長、全国農業協同組合連合会代表監事などを歴任した。1969年（昭和44年）に長年、農業関係団体要職に就いて育成指導に努め技術普及畜産振興を図り農業発展に寄与したとして藍綬褒章受章。1970年（昭和45年）に農協功労賞受賞。
1974年（昭和49年）7月の第10回参議院議員通常選挙に愛媛県地方区から自由民主党公認で立候補して当選し、参議院議員を1期務めた。この間、参議院農林水産委員長、自民党農林部会副部会長、同四国地方開発委員会副委員長などを務めた。所属会派は自由民主党・自由国民会議であった。改選となる1980年の第12回参議院議員通常選挙には立候補せず、任期満了をもって参議院議員を退任した（後継候補は仲川幸男）。
その他、愛媛県経済農業協同組合連合会名誉会長、同県畜産会会長、協和飼料取締役、テレビ愛媛取締役なども務めた。
1980年（昭和55年）11月の秋の叙勲で勲三等に叙され、旭日中綬章を受章した。
1991年（平成3年）1月29日に死去した。89歳没。同年2月5日、特旨を以て位記を追賜され、死没日付をもって正五位に叙された。

## 著作
- 『ソ連ヨーロッパの旅』〈くみあい運動叢書〉協同組合通信社、1960年。